# إد ديلي
إد ديلي (بالإنجليزية: Ed Daily)‏ هو لاعب كرة قاعدة أمريكي، ولد في 7 سبتمبر 1862 في بروفيدنس في الولايات المتحدة، وتوفي في 21 أكتوبر 1891.

## وصلات خارجية
- إد ديلي على موقعبيزبول رفرنس.كوم (الدوري الرئيسي) (الإنجليزية)
- إد ديلي على موقعبيزبول رفرنس.كوم (الدوري الثانوي) (الإنجليزية)